# Pbil m/31
Pansarbil m/31 (укр. Пансарбіл м/31, pansarbil — бронеавтомобіль), скорочено — Pbil m/31 — шведський бронеавтомобіль. Розроблений компанією Bofors (укр. Бофорс) для заміни бронеавтомобілів Pbil m/25, m/26 і Pbil fm/29. Побудований на шасі вантажних автомобілів Volvo (укр. Вольво) і Chevrolet (укр. Шевроле).

## Історія
Вже на етапі проектування стало зрозуміло, що нові бронеавтомобілі Pbil fm/29 компанії Landsverk AB будуть занадто дорогі для масового виробництва. З цієї причини, з 1929 року департамент артилерії КАФ почав розробляти невеликий броньований автомобіль для потреб кавалерії. Для економії часу і коштів було вибране шасі комерційних вантажівок вантажопідйомністю 2,5 тонни.
Влітку 1930 року в Стокгольм прийшов перший прототип, під назвою Pansarbil m/30 і був переданий кавалерійському полку для випробувань.
Цей перший прототип, не отримав схвалення в армії, тому компанія Bofors продовжила свої розробки і вже 10 серпня 1931 поставила перший екземпляр нового бронеавтомобіля, який отримав назву Pansarbil m/31. Новий бронеавтомобіль був побудований на шасі вантажного автомобіля Chevrolet, пізніше використовували шасі Volvo. Всього між 1931—1940 роками закупили близько 30 бронемашин Pbil fm/31.

## Експлуатація
Pbil m/31 був призначений головним чином для розвідки. Щоб спростити обслуговування, відділи отримали бронеавтомобілі на одному шасі, або тільки Volvo або тільки Chevrolet. Кожен взвод був оснащений трьома броньованими автомобілями, з яких 2, обладнані двома кулеметами Ksp m/36 (копія Browning M1917) і один з 37-мм гарматою m/98В. Враховуючи тривалий період виробництва і різних виробників, Pbil m/31 були виготовлені в 4-5 варіантах. На початку Другої світової війни в 1939 році в шведській армії було 19 бронемашин.
Після нападу Німеччини на Норвегію в 1940 році, Pbil m/31 в складі К3 (К3 — шведський елітний підрозділ диверсантів і розвідників) відправлені на захист кордону. Це був перший випадок оперативного використання цих бронеавтомобілів. Заводські Pbil fm/31 були в сіро-сталевому кольорі, для зменшення помітності використали камуфляжне забарвлення, нанесене фарбою, яку купили в магазині по дорозі. Під час війни бронеавтомобілі передані в розвідувальні підрозділи різних бригад (бронетанкових, моторизованих і кавалерійських), поступово замінювалися легкими танками Strv m/39, Strv m/40. До кінця 1943 року, всі Pbil m/31 були передані новоствореним броне-підрозділам, де знаходились до 1958 року.
Загалом було виготовлено 32 бронеавтомобіля. Два корпуси в 1942 році було переобладнанно на нові шасі.

## Технічні характеристики
Двигун розміщувався в передній частині корпусу. В броньованій кабіні розміщувалося двоє військових: ліворуч знаходився водій, а праворуч навідник де встановлювався кулемет Ksp m/36 або Ksp m/14-29. Бойове відділення було відкрите зверху, в ньому розміщувався командир і 2-3 солдата. Озброєння бойового відділення складалося з пари кулеметів Ksp m/36 або 37-мм гармати m/98B. В перші місяці 1942 року в армії залишалося 19 бронеавтомобілів. Цього ж року всі Pbil m/31 були переозброєні 20-мм гарматою Bofors m/40B. Броньовані щити, що використовувалися для зміцнення траншей в період першої світової війни були повторно використані для захисту екіпажу бойового відділення і розміщувалися на бокових сторонах Pbil m/31 по два бронещита відповідно. Ці щити виготовлялися із загартованої сталі розмірами 60 × 30 см, товщиною 6.2 мм і вагою 14 кг. Даний захист витримував попадання кулі із звичайної піхотної гвинтівки. Також в бронещитах розміщувалися овальні «віконця», через які вели вогонь із стрілецької зброї.
Максимальна швидкості Pbil m/31 по шосе становила 60 км/год. Швидкість на пересіченій місцевості була менша, оскільки привід даної бронемашини — задній, а покришки вузькі тому підходили тільки для твердих і сухих поверхонь.